# 吾妻川
吾妻川（あがつまがわ）は、群馬県を流れる一級河川。利根川の支流である。

## 地理
群馬県吾妻郡嬬恋村大字田代の長野県との境界に位置する鳥居峠に源を発する。吾妻郡内を東に流れ、渋川市白井と渋川市渋川の境界で利根川に合流する。水路式発電所が17箇所あり、出力は15万kWである。

## 水質
草津温泉や万座温泉などを起源とする強酸性の水が流れ込み水質はきわめて強い酸性である。周囲の鉱山からの硫黄も含まれ、魚はほとんど生息しない死の川であった。支流には普通の水が流れるものが多く、そこではサクラマスなどが生息する。雪解け水で酸性度が低くなったときに入り込んだものと言われる。昭和中期に草津町に中和工場が建設され、川に石灰を注入することで水質が安定した。現在は下流部でアユ漁なども行うことができる川となっている。

## 歴史
吾妻川の流域には縄文時代の遺跡が多数分布する。その中には、漁網の錘である石錘が発見された遺跡と、それが見つからない遺跡がある。石錘がない遺跡は吾妻川本流沿いに多く、最寄りの川の水が酸性の場所で、水質による漁の可否が当時からあったようである。

## 河川施設
1952年に八ッ場ダムの建設が持ち上がり、水没予定地の長野原町の地元住民が激しく反発し賛成派と反対派で町を二分する大問題となった。1992年にダム建設推進を前提とする基本協定書が長野原町、群馬県、建設省の間で結ばれ、1994年にはダム関連工事が始まった。近年の水余りの傾向などもあって建設に異を唱える人々も少なくなかったが、利水単価が最近のダムとしては安いことや、吾妻川流域での豪雨に対応した治水施設の要となる施設であることから、国や関係都県の行政側では事業推進の姿勢を長らく崩さなかった。
2009年の民主党政権の誕生により9月17日、当時の鳩山内閣の国土交通大臣であった前原誠司が、就任会見で八ッ場ダムの事業中止を明言。公共事業見直しのシンボル的扱いとして一旦工事が凍結され、先行きが一時不透明となった。しかし、2011年12月22日、当時の野田内閣の国土交通大臣であった前田武志が、八ッ場ダムの建設再開を表明し、2015年1月21日から本体工事開始。2020年3月31日に完成し、これにより形成されたダム湖は「八ッ場あがつま湖」と命名されている。

## 流域の自治体
流域面積の98%を群馬県吾妻郡が占める。
群馬県
吾妻郡嬬恋村、長野原町、東吾妻町、中之条町、渋川市

## 支流
- 鳥居川
- 小池川
- 湯尻川
- 大沢川
- 大横川
- 干俣川
- 大堀川
- 万座川
- 小宿川
- 滝の沢川
- 今井川
- オツムギ川
- 赤川
- 遅沢川
- 熊川
- 白砂川
- 久森沢川
- 雁ヶ沢川
- 大沢川
- 温川
- 深沢川
- 寺沢川
- 須郷沢川
- 四万川
- 胡桃沢川
- 大泉寺川
- 名久田川
- 泉沢川
- 奥田川
- 千沢川
- 鳴沢川
- 金沢川
- 沼尾川
- 大輪沢川
- 登沢川
- 大門川

## 橋梁
- 四阿橋
- 古永井橋
- 新古永井橋
- 古永井橋（国道144号）
- 鳥居川橋
- 湯乃香橋
- 上田代橋
- 田代橋
- 新田代橋（国道144号）
- 大平橋
- 鳴岩橋（国道144号）
- 嬬恋橋（国道144号）
- 大前橋
- 唐沢橋（国道144号）
- 西窪橋（国道144号）
- 第六吾妻川橋梁（吾妻線）
- 第五吾妻川橋梁（吾妻線）
- 栄橋（国道144号）
- 大橋（群馬県道59号草津嬬恋線）
- 新三原大橋（国道144号）
- 新大滝橋
- 新大橋
- 第四吾妻川橋梁（吾妻線）
- 上袋倉橋
- 浜岩橋（国道146号）
- 新戸橋
- 坪井大橋（国道145号）
- 長栄橋
- 中央長野原橋
- 琴橋
- 長野原駅前大橋（国道406号）
- 長野原めがね橋（国道145号）
- 第三吾妻川橋梁（吾妻線）
- 丸岩大橋（国道145号）
- 不動大橋（群馬県道375号林岩下線）

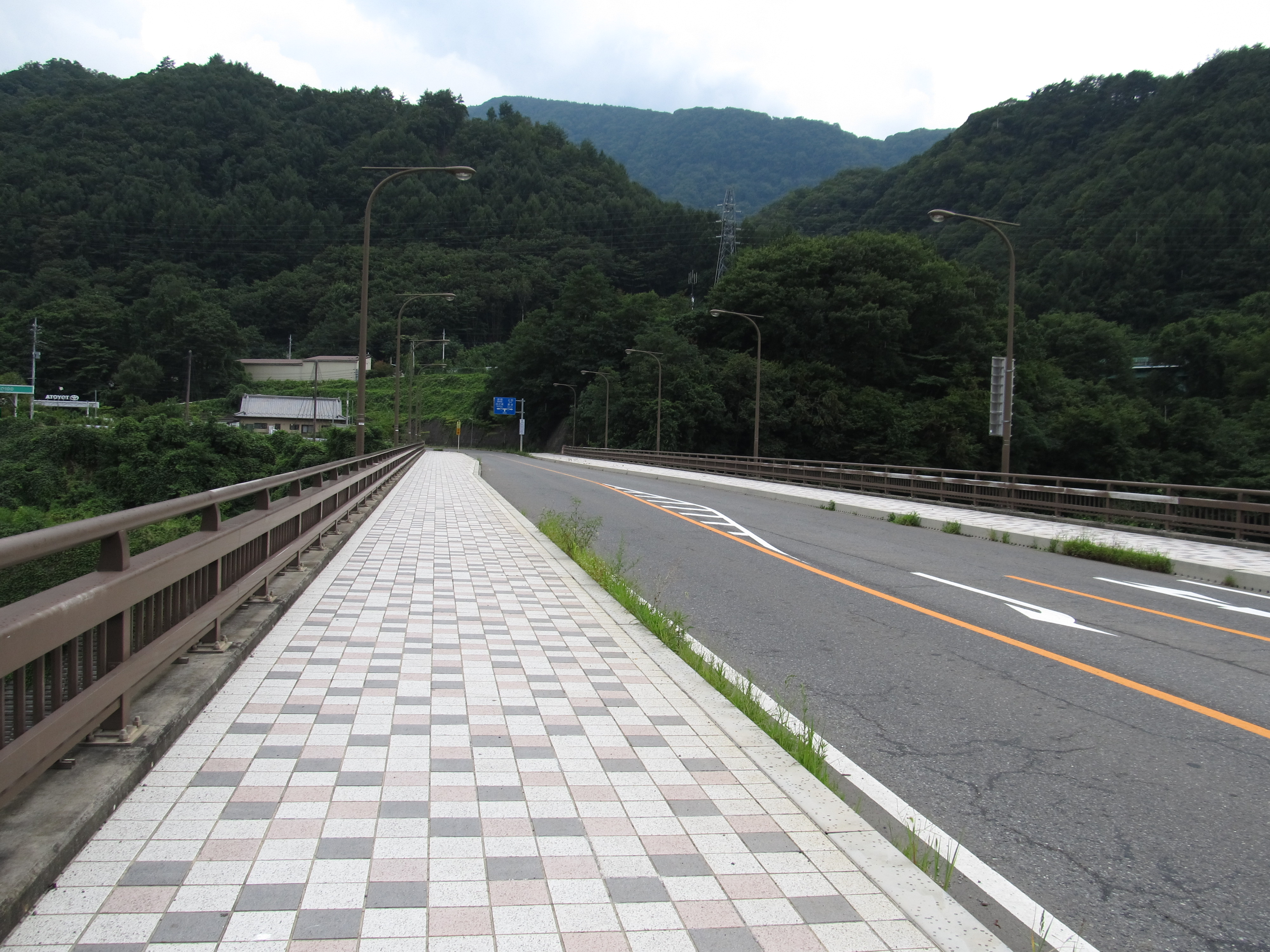
長野原駅前大橋

- 八ッ場大橋（群馬県道377号川原畑大戸線）
- （八ッ場ダム）
- 八ッ場もみじ橋
- 鹿飛橋
- 猿橋
- 吾妻峡橋
- ふれあい大橋
- 第二吾妻川橋梁（吾妻線）[4] [5] [6]
- 荒神橋
- 岩島大橋（群馬県道375号林岩下線）
- 上信岩島橋（国道145号吾妻西バイパス）
- 陣出橋
- 昭和橋
- 岩島橋
- 万年橋（群馬県道237号郷原停車場線）
- 田辺橋（群馬県道28号高崎東吾妻線）
- 吾妻ふるさと大橋（群馬県道28号高崎東吾妻線）[7]
- 東橋（群馬県道35号渋川東吾妻線）
- 龍ヶ鼻橋（群馬県道232号植栗伊勢線）
- 舟渡大橋（群馬県道240号新巻市城線）
- 中央橋（群馬県道155号伊香保村上線）
- 第一吾妻川橋梁（吾妻線）
- 吾妻川橋梁（上越新幹線）
- 北群馬橋（群馬県道36号渋川下新田線）
- 吾妻橋（国道291号）
- 吾妻新橋（国道17号鯉沢バイパス）
- 落合橋